# Saint-Nicolas (Flandre-Orientale)
Pour les articles homonymes, voir Saint-Nicolas.
Saint-Nicolas (ou Saint-Nicolas-Waes, en néerlandais : Sint-Niklaas ou Sint-Niklaas-Waas) est une ville néerlandophone de Belgique située en région flamande, chef-lieu d'arrondissement dans la province de Flandre-Orientale. La ville est le cœur et la capitale du Pays de Waes.
Elle se trouve à mi-chemin entre Anvers et Gand (dans la zone la plus densément peuplée de Belgique), et est le centre d'une conurbation (avec les communes de Saint-Gilles-Waes, Stekene et Tamise) comptant environ 125 000 habitants.

## Géographie

### Sections de la commune
| # | Section               | Superf. (km²) | Habitants (2020) | Habitants par km² | Code INS |
| - | --------------------- | ------------- | ---------------- | ----------------- | -------- |
| 1 | Sint-Niklaas (I)      | 30,69         | 55.472           | 1.808             | 46021A   |
| 2 | Nieuwkerken-Waas (II) | 10,04         | 6.080            | 605               | 46021B   |
| 3 | Belsele (III)         | 19,83         | 10.540           | 531               | 46021C   |
| 4 | Sinaai (IV)           | 22,23         | 6.347            | 286               | 46021D   |

### Communes limitrophes
- a. Stekene
- b. Kemzeke (Stekene)
- c. Sint-Pauwels (Sint-Gillis-Waas)
- d. Sint-Gillis-Waas
- e. Vrasene (Beveren)
- f. Beveren
- g. Haasdonk (Beveren)
- h. Temse
- i. Tielrode (Temse)
- j. Elversele (Temse)
- k. Waasmunster
- l. Lokeren
- m. Eksaarde (Lokeren)
- n. Moerbeke

## Héraldique
|  | La commune possède des armoiries qui lui ont été octroyées en 1819, confirmée le 27 mars 1840 et octroyées à nouveau le 9 décembre 1980. Elles montrent Saint-Nicolas, le saint patron de la ville. Bien que l'on puisse s'attendre à ce que la ville possède déjà des sceaux au XVIe siècle, le plus ancien des sceaux connus date de 1616. Ce sceau montrait également le saint patron et la betterave. Après les fusions de 1977, les armoiries ont été octroyées à nouveau, mais avec maintenant une couronne murale en guise d’indication de la longue histoire de la ville. Derrière le saint figure la betterave de la région de Waasland dont l'histoire est la suivante : L'empereur Charles Quint a visité la ville de Saint-Nicolas et une foule s'est manifestement réunie pour voir l'empereur. Au sein de celle-ci se trouvait un petit agriculteur tenant une énorme betterave qu’il voulait remettre à l’empereur. Les gardes, cependant, ont empêché le fermier d'atteindre l'empereur. L'empereur remarqua qu'il se passait quelque chose et demanda au fermier ce qu'il avait entre les mains. Le fermier a répondu qu'il avait un fruit géant et qu'il voulait le donner à l'empereur. L'empereur a été intrigué et a laissé le fermier passer les gardes. L'empereur a accepté la betterave et a remis à l'agriculteur un grand sac à main. Voyant la récompense d'une simple betterave, un éleveur de chevaux local a imaginé le prix qu'il chercherait s'il donnait un bon cheval à l'empereur. Alors il a offert à l'empereur un beau cheval. L'empereur a répondu en disant que pour un beau cheval, il donnerait un de ses biens précieux et remettrait la betterave à l'éleveur. Embarrassé, l’éleveur a dû accepter la betterave, qui est depuis lors le symbole du Waasland et de son sol fertile. La betterave faisait également partie des armoiries de Bazel, Lokeren, Moerbeke, Sinaai, Saint-Gilles-Waes, Saint-Pauwels, Tielrode et Waasmunster. Les couleurs sont les couleurs nationales néerlandaises, comme en 1813 le maire a introduit la demande sans indiquer les couleurs. Les armoiries ont donc été attribuées aux couleurs nationales. Lorsque les armoiries ont été confirmées après l'indépendance de la Belgique, les couleurs n'ont pas été changées. Blasonnement : D'azur à un Saint Nicolas accompagné à dextre d'un bac contenant trois enfants, posés sur une terrasse isolée, et à sénestre d'un radis, le tout d'or. L'écu timbré d'une couronne murale à cinq tour d'or. Source du blasonnement : Heraldy of the World. |

## Démographie

### Évolution démographique: Avant la fusion des communes
- Sources : INS, Rem. : 1831 jusqu'en 1970 = recensements, 1976 = nombre d'habitants au 31 décembre[4].

### Évolution démographique de la commune fusionnée
Graphe de l'évolution de la population de la commune. Les données ci-après intègrent les anciennes communes dans les données avant la fusion en 1977.
- Source : DGS - Remarque: 1831 jusqu'à 1981=recensement; depuis 1990=nombre d'habitants chaque 1er janvier[5]

## Fête
Le premier week-end de septembre, la cité est le théâtre des fêtes de la Paix, Vredesfeesten, marquées par un grand rassemblement de montgolfières sur la Grand Place.
Le festival de la bière a lieu chaque année à Saint-Nicolas. Les habitants de chaque quartier organisent une fête spécifique chaque dimanche et invitent les passagers à boire avec eux.

## Galerie

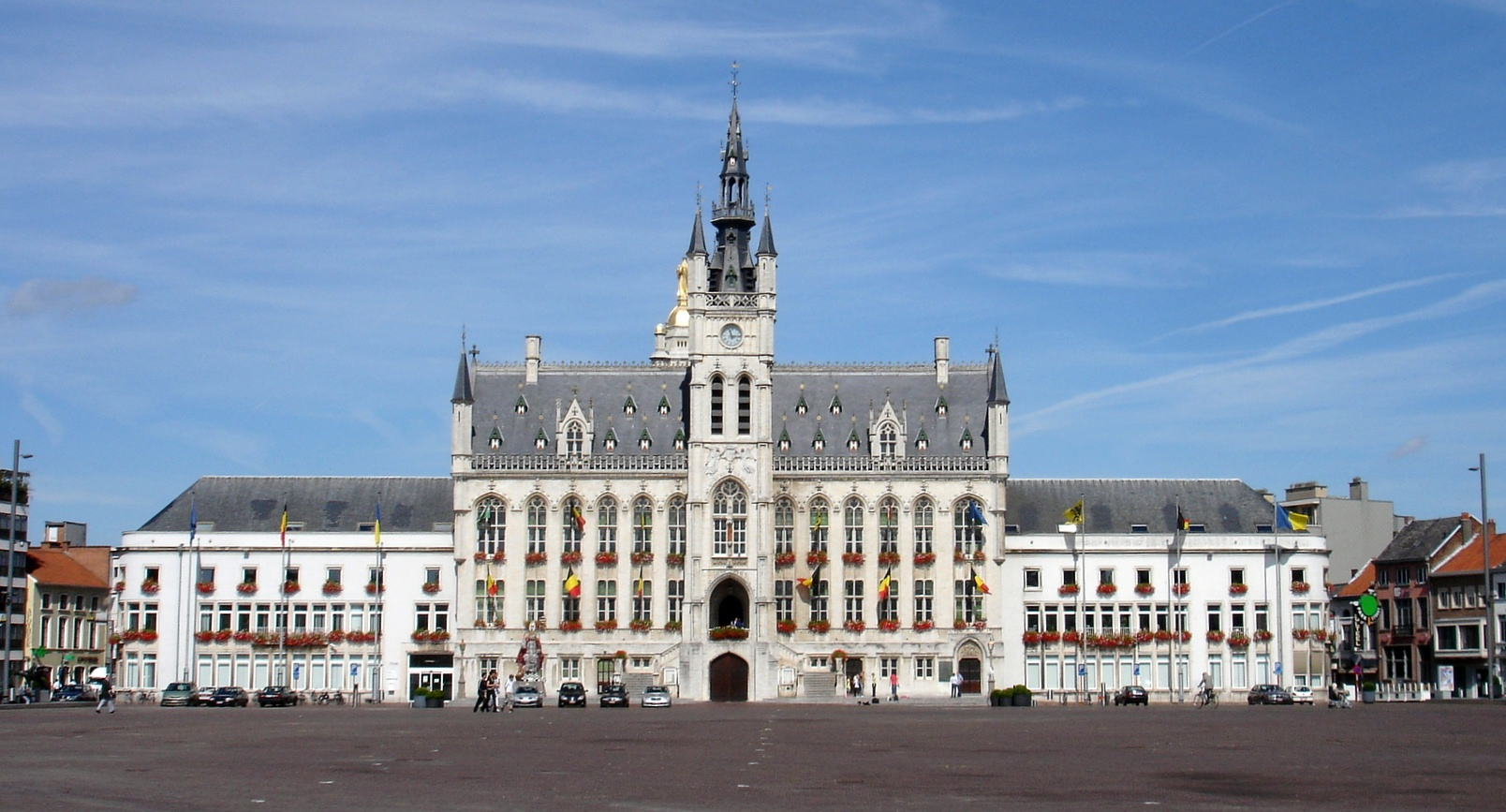
L'Hôtel de Ville sur la Grand-Place.
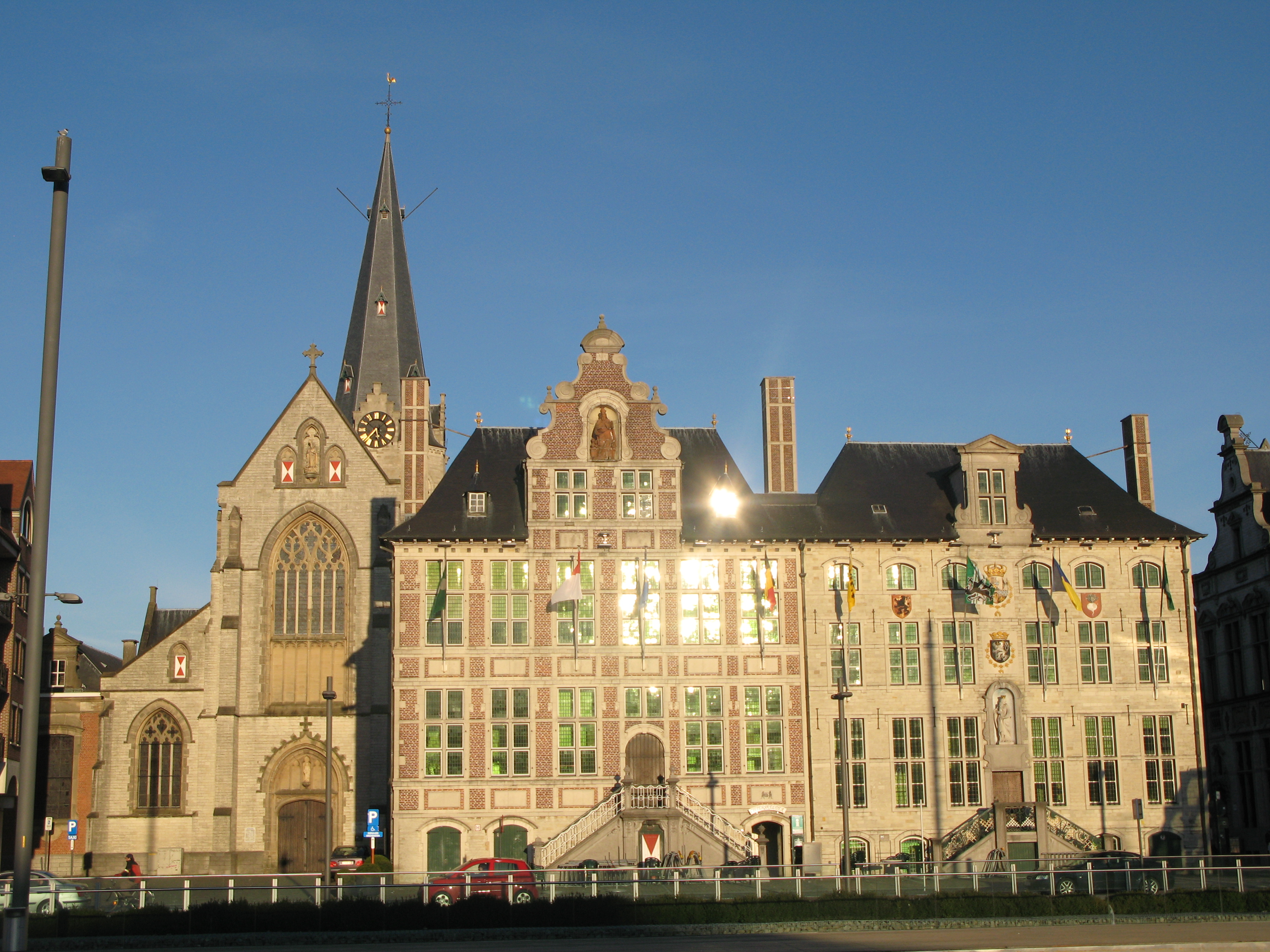
L'église Saint-Nicolas et la Grand-Place, la plus grande de Belgique (3,19 ha).
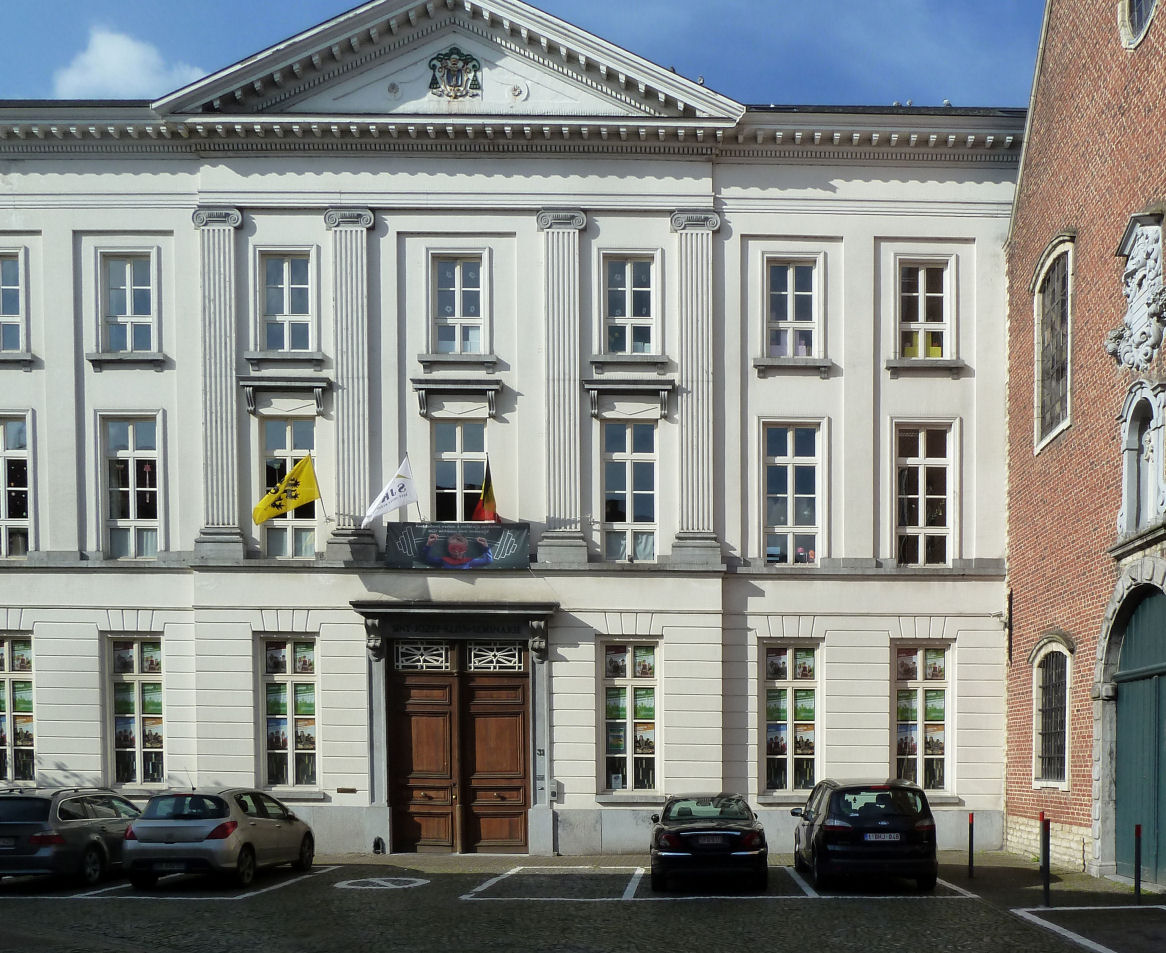
Le Petit Séminaire Saint-Joseph se situe dans le centre de la ville.
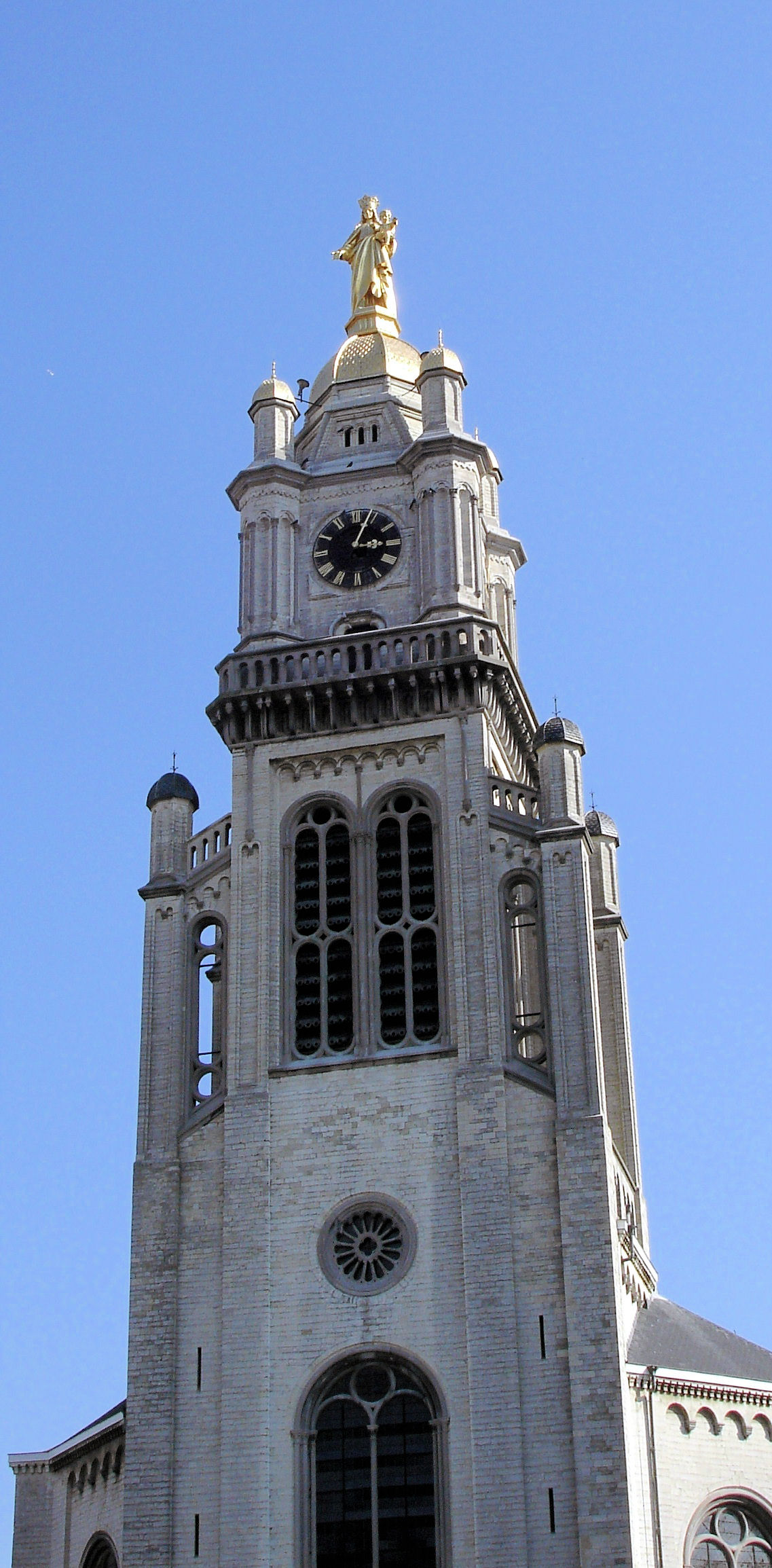
L'église Notre-Dame du Bon Secours des chrétiens avec sa statue de Vierge à l'Enfant en or de 6 mètres de haut.

## Jumelages
La ville de Saint-Nicolas est jumelée avec:
- Colmar (France) depuis le 13 juin 1962
- Lucques (Italie) depuis le 13 septembre 1962
- Schongau (Allemagne) depuis le 13 septembre 1962
- Abingdon-on-Thames (Angleterre) depuis le 9 septembre 1967
- Gorinchem (Pays-Bas) depuis le 9 septembre 1968
- La Roche-sur-Yon (France) depuis 2003
- Tábor (Tchéquie) depuis 2012

## Manifestations sportives
- Le critérium de Saint-Nicolas, une ancienne course cycliste réservée aux coureurs professionnels, disputée de 1940 à 2016[7],[8].

## Personnes célèbres
- Joannes van Nieulande, mourut en cette ville.
- Marin Verhagen (1788-1849), né à Saint-Nicolas, homme politique belge
- François-Bernard de Munck (1794-1855), homme politique belge.
- Charles de Meester (1800-1855), homme politique belge, bourgmestre de Saint-Nicolas
- Auguste de Maere, homme politique et ingénieur (1802-1885)
- Edgar Tinel (1854-1912), pianiste et compositeur
- Louis Siret (1860-1934), né à Saint-Nicolas, archéologue
- Anton van Wilderode (1918-1998), né à Saint-Nicolas, prêtre catholique, poète, écrivain
- Maurits Coppieters (1920-2005), homme politique
- Bob Benny (1926-2011), né à Saint-Nicolas, chanteur
- Etienne Vercauteren (1935-2009), coureur cycliste
- Léo Smet, père de Jean-Philippe Smet, alias Johnny Hallyday
- Jos De Meyer, parlementaire flamand CD&V, échevin de Saint-Nicolas de 1995 à 2004
- Tom Lanoye, né en 1958 à Saint-Nicolas, écrivain
- Marc Sleen, dessinateur de Néron[réf. nécessaire]
- Tom Steels, coureur cycliste, conseiller communal depuis 2006
- Wouter Van Bellingen né en 1972, échevin en 2007, premier échevin noir de Flandre,
- Ann Wauters née en 1980 à Saint-Nicolas, joueuse de basket-ball
- Thomas De Gendt, né en 1986 à Saint-Nicolas, coureur cycliste
- Kristof Goddaert, (1986-2014), coureur cycliste belge.
- Jan Vertonghen, né en 1987 à Saint-Nicolas, joueur de football
- Alex Callier, musicien dans Hooverphonic.
- Sylvestre Salamu, rappeur (1996)

## Anecdotes
- Saint-Nicolas est la ville marraine de la frégate belge Louise-Marie.